# Drnje
Drnje est un village et une municipalité située dans le comitat de Koprivnica-Križevci, en Croatie. Au recensement de 2001, la municipalité comptait 2 156 habitants, dont 96,01 % de Croates et le village seul comptait 1 140 habitants.

## Localités
La municipalité de Drnje compte 3 localités :
- Botovo
- Drnje
- Torčec